# Leavenworth (Washington)

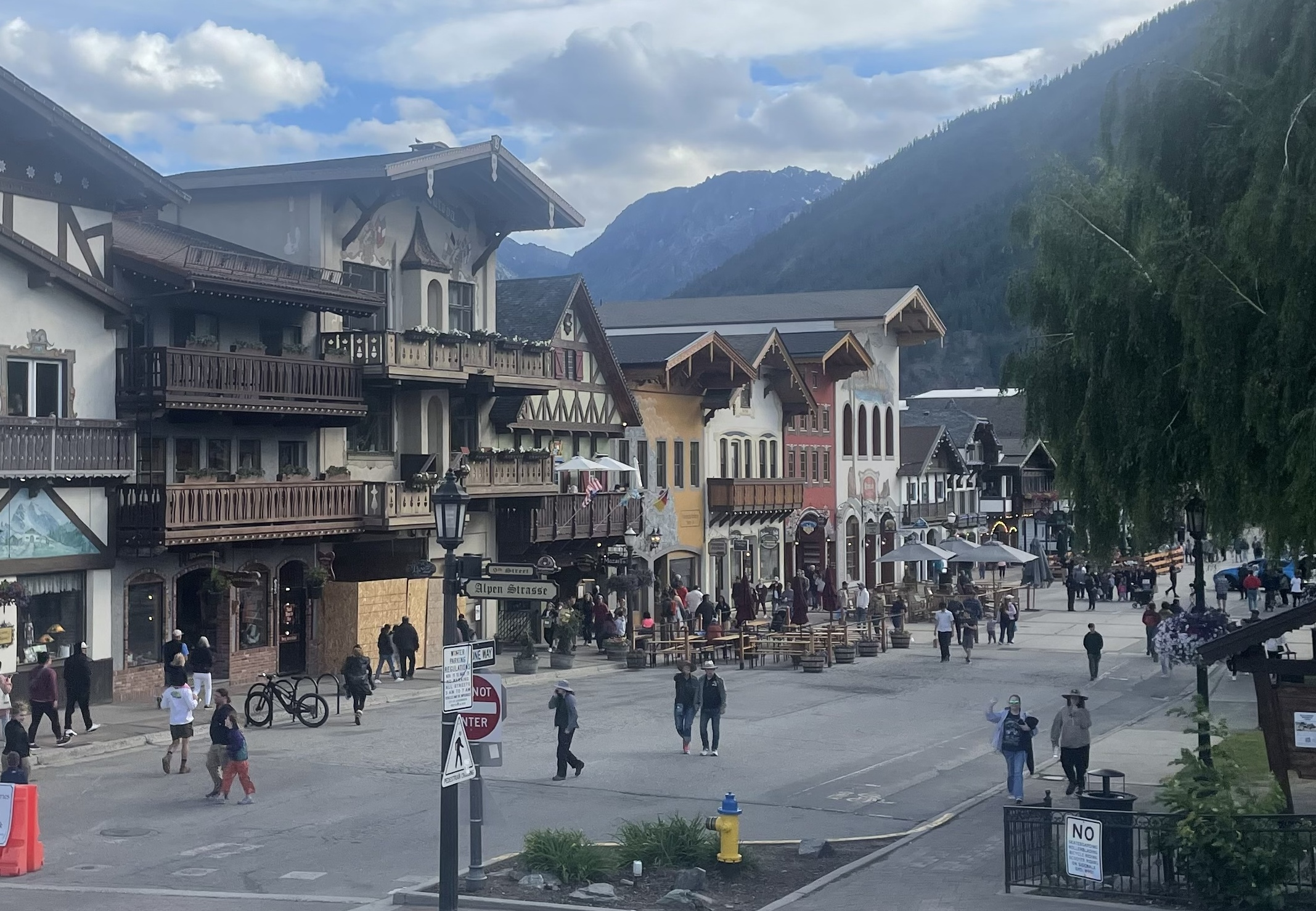
Hoofdstraat van Leavenworth

Leavenworth is een plaats (city) in de Amerikaanse staat Washington, en valt bestuurlijk gezien onder Chelan County.

## Demografie
Bij de volkstelling in 2000 werd het aantal inwoners vastgesteld op 2074.
In 2006 is het aantal inwoners door het United States Census Bureau geschat op 2225, een stijging van 151 (7,3%).

## Geografie
Volgens het United States Census Bureau beslaat de plaats een oppervlakte van
3,2 km², geheel bestaande uit land.

## Toerisme
Nadat in de tweede helft van de twintigste eeuw de lokale industrie (hout- en mijnbouw) volledig stilviel, moesten de inwoners een andere bron van inkomsten zoeken. Ze gooiden het over een andere boeg en bouwden hun dorp om tot een echte Tiroler stad. Als je er door de straten loopt, waan je je zo in de Alpen. Door een grote reclamecampagne kreeg hun initiatief bekendheid over heel Amerika, waardoor de toeristen gemakkelijk de weg naar "The Bavarian Village" vonden.

## Plaatsen in de nabije omgeving
De onderstaande figuur toont nabijgelegen plaatsen in een straal van 36 km rond Leavenworth.